# Blå Lotus

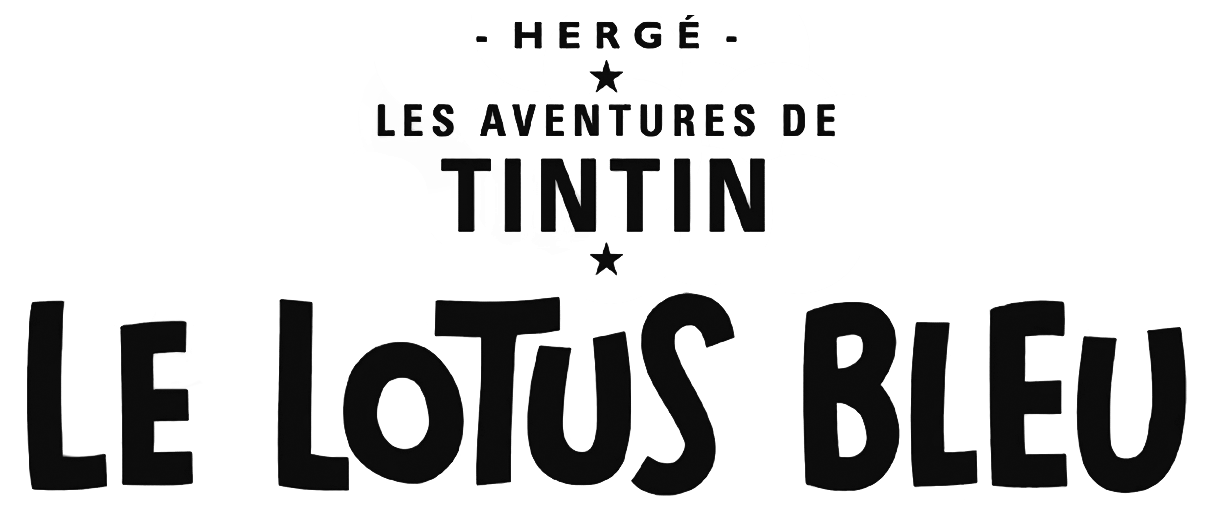

Blå Lotus, fransk originaltitel: Le Lotus bleu, släpptes 1936 och är det femte i en serie av seriealbum, och en direkt fortsättning på det fjärde albumet Faraos cigarrer, om den unge journalisten Tintin, skrivna och illustrerade av belgaren Hergé. Serierna publicerades ursprungligen 9 augusti 1934–17 oktober 1935. Blå Lotus hamnade 1999 långt upp på listan med århundradets 100 böcker enligt Le Monde. Albumet översattes 1977 första gången till svenska och gavs ut av Carlsen/if som Tintin-album nummer 21.

## Om albumet

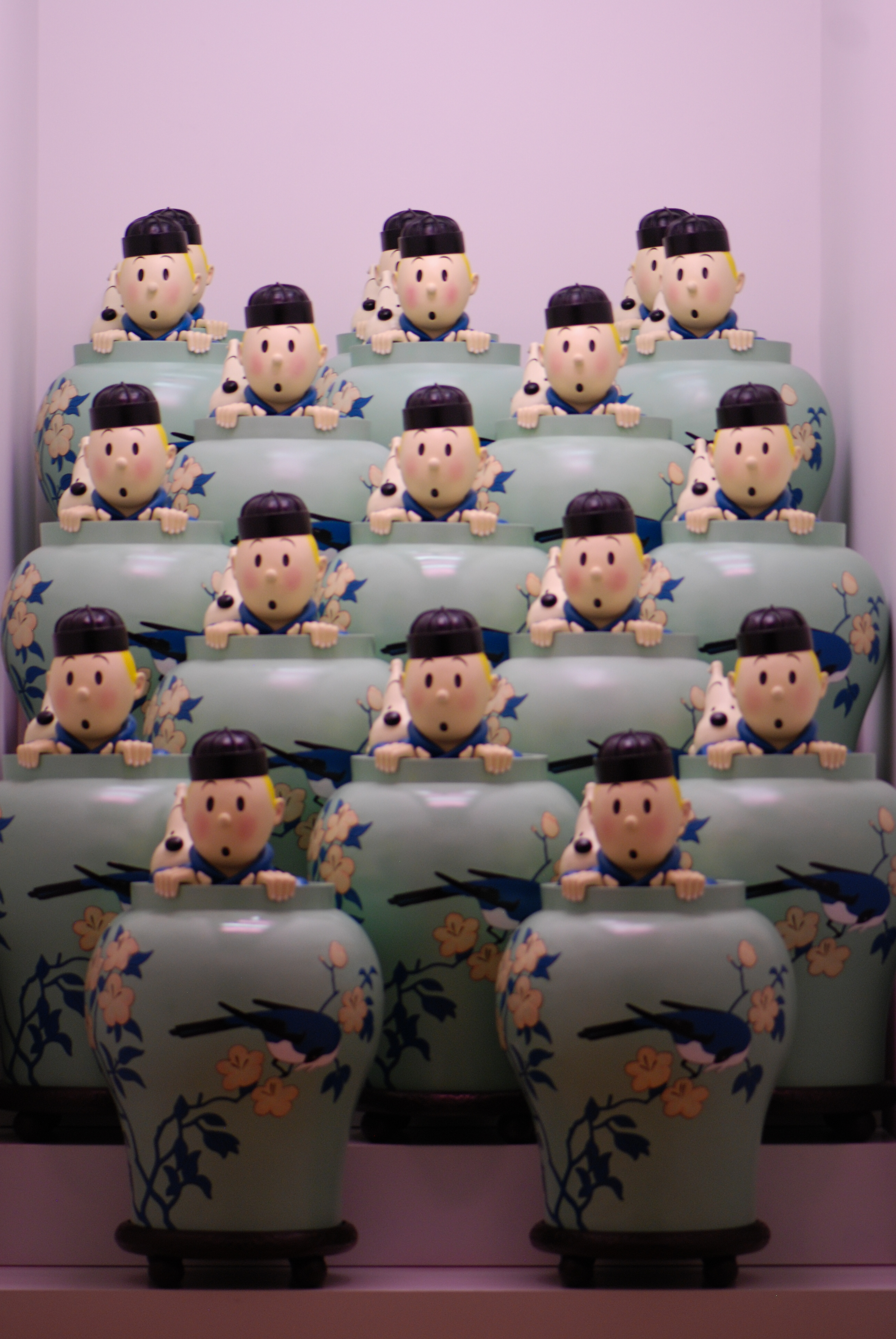
Tintinfigurer från albumet Blå Lotus.

Huvudperson är den unge reportern Tintin och detta anses vara ett av de mer betydelsefulla verken i hela serien eftersom det utgör en dramatisk vändpunkt i Hergés konstutövande. Stilen och teckningarna tar ett stort steg uppåt och är det första riktigt utvecklade exemplet på den Hergé-stil som skulle bli en förebild för serieskapare över hela världen. Hergé tar här också för första gången ett medvetet ansvar för hur länderna och deras invånare framställs, och omständigheterna runt äventyrets tillkomst skulle komma att förändra Hergés syn på sitt eget skapande för resten av hans liv.
Blå Lotus är egentligen en direkt fortsättning på albumet Faraos cigarrer som tecknades första gången 1934 men som moderniserades 1955. Handlingen utspelar sig under 1930-talet till stor del under det andra sino-japanska kriget i de delar av Kina som då var ockuperade av Japan. Organisationen Drakens söner kämpar för att befria Kina från den japanska ockupationen. I detta album har också Tintins ärkefiende Roberto Rastapopoulos en stor betydelse.
I samband med att Hergé genom tidskriften "Le Petite Vingtième" lät meddela att Tintins resa efter Faraos cigarrer skulle fortsätta ännu längre österut blev han kontaktad av en viss abbé Gosset. Abbé Gosset var studentpräst för ett antal kinesiska studenter i Louvin och han bekymrade sig för hur Hergé skulle framställa landet Kina och dess invånare eftersom det cirkulerade en hel del fördomar i Europa om detta vid denna tid.
Abbé Gosset sammanförde Hergé med en ung kinesisk student vid namn Tchang Tchong-Yen, som blev förebilden för den unge kinesiske pojken Tchang i albumet och som sedan återkommer i Tintin i Tibet. Tillsammans gick de igenom landet Kinas historia, geografi, kultur, konst, folklore, religion och mycket annat som Hergé inte brytt sig särskilt mycket om tidigare. Orsaken till Hergés tidigare bristande intresse för sådant berodde förmodligen inte på lathet eller ovilja utan snarare på att han broderade ut sina små historier som en slags lättsmält, trivial förströelse och själv inte anade vilken oerhörd popularitet och spridning hans enkla serier skulle uppnå och vilket inflytande de skulle få på dem som läste dem.
Innan mötet med Tchang Tchong-Yen var han starkt präglad av de förskräckliga historier som cirkulerade i Europa under den här tiden om kineser och som hade sin rötter i boxarupprorets kolonialistiska propaganda, till exempel att kineserna var ohyggligt grymma, omänskliga varelser som bara åt svalbon, hade hårpiskor, kastade små barn i floderna och så vidare, och Hergé var bara en hårsmån från att i "Blå Lotus" upprepa samma ödesdigra misstag som han gjort i Tintin i Kongo.
Men Tchang Tchong-Yen förändrade allt detta och från och med Blå Lotus så började Hergé göra grundliga efterforskningar och djupa detaljstudier i historia, geografi, politik, kultur, folklivet, traditioner med mera för att få en så fullständig bild som möjligt av de länder som Tintins äventyr skulle utspela sig i.
Den skarpt kritiska framställningen av både ockupationsmakten Japan och västvärldens representanter i Ostasien var något som väckte en del upprörda känslor, i synnerhet med tanke på den känsliga politiska situation som rådde. Albumet framkallade protester från Japans representanter i Bryssel, och en belgisk general såg sig nödgad att förklara för Hergé att detta absolut inte var något för barn. Serien som uttrycksform var plötsligt inte längre bara harmlös, barnslig förströelse, utan gav sig i kast med allvarliga ämnen som krig och politik.

## Tintins persongalleri – återkommande figurer
Den unge kinesen Tchang Tchong-Jen debuterar, skapad med Tchang Thong-Yen som förebild.